# Pterogenia monticola
Pterogenia monticola är en tvåvingeart som beskrevs av Frey 1964. Pterogenia monticola ingår i släktet Pterogenia och familjen bredmunsflugor.
Artens utbredningsområde är Myanmar. Inga underarter finns listade i Catalogue of Life.